# BLS RABe 515
De RABe 515 ook wel Stadler KISS en door BLS als type MUTZ (Moderner, Universeller TriebZug) wordt genoemd zijn elektrische dubbeldeks treinstellen bestemd voor regionaal personenvervoer van de BLS AG.

## Geschiedenis
BLS AG plaatste op 30 maart 2010 een order bij Stadler Rail voor de bouw van 28 dubbeldeks treinstellen met een instap op het lage voer gedeelte. De waarde van de order bedroeg 494 miljoen Zwitserse frank. Op 20 maart 2012 was de Roll-Out van het eerste treinstel te Erlen.

## Constructie en techniek
De balkons bevinden zich op het lage voer gedeelte. De treinstellen bestaan uit twee motorwagens aan de kop en twee tussenrijtuigen zonder aandrijving. Deze treinstellen kunnen tot vier stuks gecombineerd rijden. De treinstellen zijn uitgerust met luchtvering.

### Namen
De treinstellen van de BLS zijn voorzien van de volgende namen:
| Nummer   | Naam                 | Opmerkingen |
| -------- | -------------------- | ----------- |
| 515 001: | "Stad Bern"          |             |
| 515 002: |                      |             |
| 515 003: | "Düdingen"           |             |
| 515 004: | "Ville de Neuchâtel" |             |
| 515 012: | "Lyss"               |             |

## Treindiensten
De treinstellen van BLS AG verzorgen het regionaal personenvervoer van de S-Bahn Bern:
- sinds september 2012:
  - S31: Münchenbuchsee - Bern - Belp
- tussen december 2012 en eind 2014:
  - S1: Freiburg - Bern - Thun
  - S3: Biel - Bern - Belp
  - S6: Schwarzenburg - Bern